# Рыцарь (игральная карта)
Рыцарь (также кавалер или конь) — игральная карта с изображением человека, скачущего на лошади. Это стандартная карта лица или двора в итальянских и испанских колодах, где её обычно называют «рыцарем», «кавалером» или просто «конём». В своей масти она занимает место между валетом и королём; следовательно, она заменяет даму, отсутствующую в этих колодах.
Карта также присутствует в колодах таро. В колодах для французского таро его обычно называют «cavalier» на английском языке, «chevalier» на французском или «Cavall» или «Reiter» на немецком языке. Эта карта занимает место между валетом и дамой.
Рыцари не фигурируют в немецких и швейцарских игральных картах; их место занимает карта старшего валета, называемая «обер»/старший (а валет, соответственно, «унтер»/младший). Кроме того, конь является атрибутом короля, а не обера. Исключением является вюртембергский тип немецкой колоды, на котором именно оберы изображены верхом на лошадях. Это изображение возникло под влиянием колоды таро типа Cego XIX века.

## История
В оригинальной колоде мамлюкского Египта были три придворные карты, которые назывались малик (король), наиб малик (вице-король или заместитель короля) и тхани наиб (второй или заместитель заместителя короля). Последние два символа трансформировались в рыцаря и валета, когда игральные карты появились в Южной Европе. Валет часто изображается как пехотинец или оруженосец рыцаря. Во многих ранних колодах Таро в лицевые карты были добавлены женские ранги, включая колоду Кэри-Йеля, в которой в качестве аналогов мужским картам были добавлены королевы, конные дамы и служанки. Хотя конные дамы и служанки исчезли или сохранились в региональных версиях, таких как сицилийское таро, а рыцари были заменены королевами во французских колодах, не относящихся к Таро. В испанской колоде типа Алуэтт, встречающейся в Бретани и Вандее, рыцари имеют андрогинную внешность.

## Примеры карт
| - Industrie und Glück - Таро Нуво | - Вюртембергская колода старого образца - Вюртембергская колода нового образца |

## В Юникоде
Рыцари включены в набор игральных карт в Юникоде:
- U+1F0AC 🂬
- U+1F0BC 🂼
- U+1F0CC 🃌
- U+1F0DC 🃜